# Mesembia venosa
Mesembia venosa är en insektsart som först beskrevs av Banks 1924.  Mesembia venosa ingår i släktet Mesembia och familjen Anisembiidae. Inga underarter finns listade i Catalogue of Life.